# Geoffrey Sserunkuma
Geoffrey Sserunkuma   (Uganda, 6 de juliol de 1983) és un exfutbolista ugandès de les dècades de 2000 i 2010.
Fou internacional amb la selecció de futbol d'Uganda.
Pel que fa a clubs, destacà a Bloemfontein Celtic i Kampala City Council.